# گروه بانکداری استرالیا و نیوزیلند

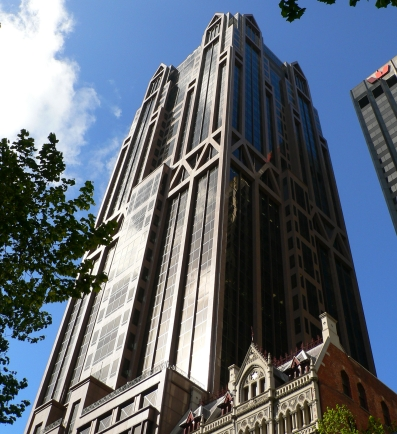
شعبه مرکزی گروه بانکداری استرالیا و نیوزیلند

گروه بانکداری استرالیا و نیوزیلند (به انگلیسی: Australia and New Zealand Banking Group) بانک استرالیایی-نیوزیلندی است، که در زمینه ارائه خدمات بانکداری خرد و بانکداری تجاری فعالیت می‌نماید و پس از کامان‌ویت بانک و وستپک به‌عنوان سومین بانک بزرگ استرالیا شناخته می‌شود. این گروه همچنین بزرگترین بانک در کشور نیوزیلند به‌شمار می‌آید.
گروه بانکداری استرالیا و نیوزیلند در سال ۱۸۳۵ راه‌اندازی شد و در حال حاضر مالک شبکه‌ای از ۸۳۵ شعبه در ۱۵ کشور می‌باشد. شعبه مرکزی این بانک در شهر ملبورن، استرالیا قرار دارد و بخشی از سهام آن در بازارهای بورس نیوزیلند و بورس اوراق بهادار استرالیا معامله می‌شود.